# Херрон, Кейт
Кейт Хе́ррон (англ. Kate Herron; род. 1987/1988, Англия) — английский режиссер, писатель и продюсер. Известна своими комедиями с женскими мотивами. В 2021 году, Кейт выступила режиссёром и исполнительным продюсером первого сезона американского сериала на Disney+ «Локи» (2021), происходящего в медиафраншизе «Кинематографическая вселенная Marvel».

## Карьера
Херрон начала свою карьеру, написав и сняв короткометражные фильмы, такие как «Фрэнк» и «Остановка отдыха». Она начала свою карьеру на телевидении в 2017 году, работая с британским актёром Идрисом Эльбой в пятисерийной драме «Пять на пять» из фильма «Поглощение Идриса» для BBC Three. В том же году она была членом Forbes 30 Under 30 Europe в категории «Развлечения». Два года спустя она сняла четыре эпизода сериала для стримингового сервиса Netflix «Половое воспитание» (2019). Она также сняла один эпизод еще одного сериала Netflix, под названием «Рассвет апокалипсиса» (2019).
В августе 2019 года было объявлено, что она станет режиссером и исполнительным продюсером первого сезона американского сериала «Локи» (2021), выпущенного на стриминговом сервисе Disney+.

## Личная жизнь
Херрон выросла на юго-востоке Лондона, недалеко от Темсмида. Бисексуальна. Училась в Университете творческих искусств в Фарнеме, где изучала кинопроизводство.

## Фильмография
| Год  | Название                | Известна как | Известна как | Известна как | Примечания                                        |
| Год  | Название                | Режиссёр     | Сценарист    | Продюсер     | Примечания                                        |
| ---- | ----------------------- | ------------ | ------------ | ------------ | ------------------------------------------------- |
| 2010 | Frank                   | Да           | Да           | Нет          | Короткометражный фильм                            |
| 2012 | Kill List: The Musical  | Да           | Да           | Нет          | Короткометражный фильм                            |
| 2012 | Run Toward Them         | Да           | Да           | Нет          | Короткометражный фильм                            |
| 2013 | Open House              | Да           | Да           | Нет          | Короткометражный фильм                            |
| 2014 | Sam & Isobel            | Ассистент    | Нет          | Нет          | Короткометражный фильм                            |
| 2014 | Valentine               | Да           | Да           | Нет          | Короткометражный фильм                            |
| 2014 | Healey's House          | Нет          | Да           | Нет          | Короткометражный фильм                            |
| 2014 | Rest Stop               | Да           | Да           | Нет          | Короткометражный фильм                            |
| 2016 | Fan Girl                | Да           | Нет          | Да           | Короткометражный фильм                            |
| 2017 | The Idris Takeover      | Да           | Нет          | Нет          | 5 эпизодов                                        |
| 2017 | Summer Comedy Shorts    | Да           | Нет          | Нет          | Эпизод: «Ellie White & Vicki Pepperdine's Summer» |
| 2017 | Smear                   | Да           | Да           | Нет          | Короткометражный фильм                            |
| 2017 | Halloween Comedy Shorts | Да           | Нет          | Нет          | Эпизод: «Twin Thing»                              |
| 2019 | Половое воспитание      | Да           | Нет          | Нет          | 4 эпизода                                         |
| 2019 | Рассвет апокалипсиса    | Да           | Нет          | Нет          | Эпизод: «Post Mates»                              |
| 2021 | Локи                    | Да           | Нет          | Да           | 6 эпизодов                                        |
| 2024 | Доктор Кто              | Нет          | Да           | Нет          | Эпизод «Плут» (совместно с Бриони Редман)         |
| 2025 | Одни из нас             | Да           | Нет          | Нет          | Сезон 2                                           |
| TBA  | The Sims                | Да           | Да           | Нет          | Фильм (совместно с Бриони Редман)                 |

## Награды
| Год  | Награда                                  | Работа    | Результат |
| ---- | ---------------------------------------- | --------- | --------- |
| 2014 | Rhode Island International Film Festival | Rest Stop | Победа    |